# Виноградов, Борис Алексеевич
Борис Алексеевич Виноградов (род. 30 ноября 1948, Бессарабское, Измаильская область) — российский политический деятель, депутат Государственной думы четвёртого созыва.

## Биография
Окончил Ростовский-на-Дону электротехнический техникум в 1967 г., Ленинградский институт текстильной и легкой промышленности по специальности «инженер-механик по автоматизации», доктор технических наук, профессор.
В 1988—1998 гг. — профессор кафедры физики, и. о. ректора, ректор Амурского государственного университета (г. Благовещенск); в 1998 г. был назначен заместителем министра общего и профессионального образования (в дальнейшем — заместитель министра образования), освобожден от этой должности в июне 2002 г. в связи с переходом на другую работу.
7 декабря 2003 году был избран в Государственную Думу РФ четвёртого созыва.